# Panales, Guanajuato
Panales är en ort i Mexiko.   Den ligger i kommunen Victoria och delstaten Guanajuato, i den centrala delen av landet, 230 km nordväst om huvudstaden Mexico City. Panales ligger 1 879 meter över havet och antalet invånare är 308.
Terrängen runt Panales är kuperad. Runt Panales är det glesbefolkat, med 18 invånare per kvadratkilometer. Närmaste större samhälle är Doctor Mora, 14,7 km sydväst om Panales. Trakten runt Panales består i huvudsak av gräsmarker.